# Ernst Ruska

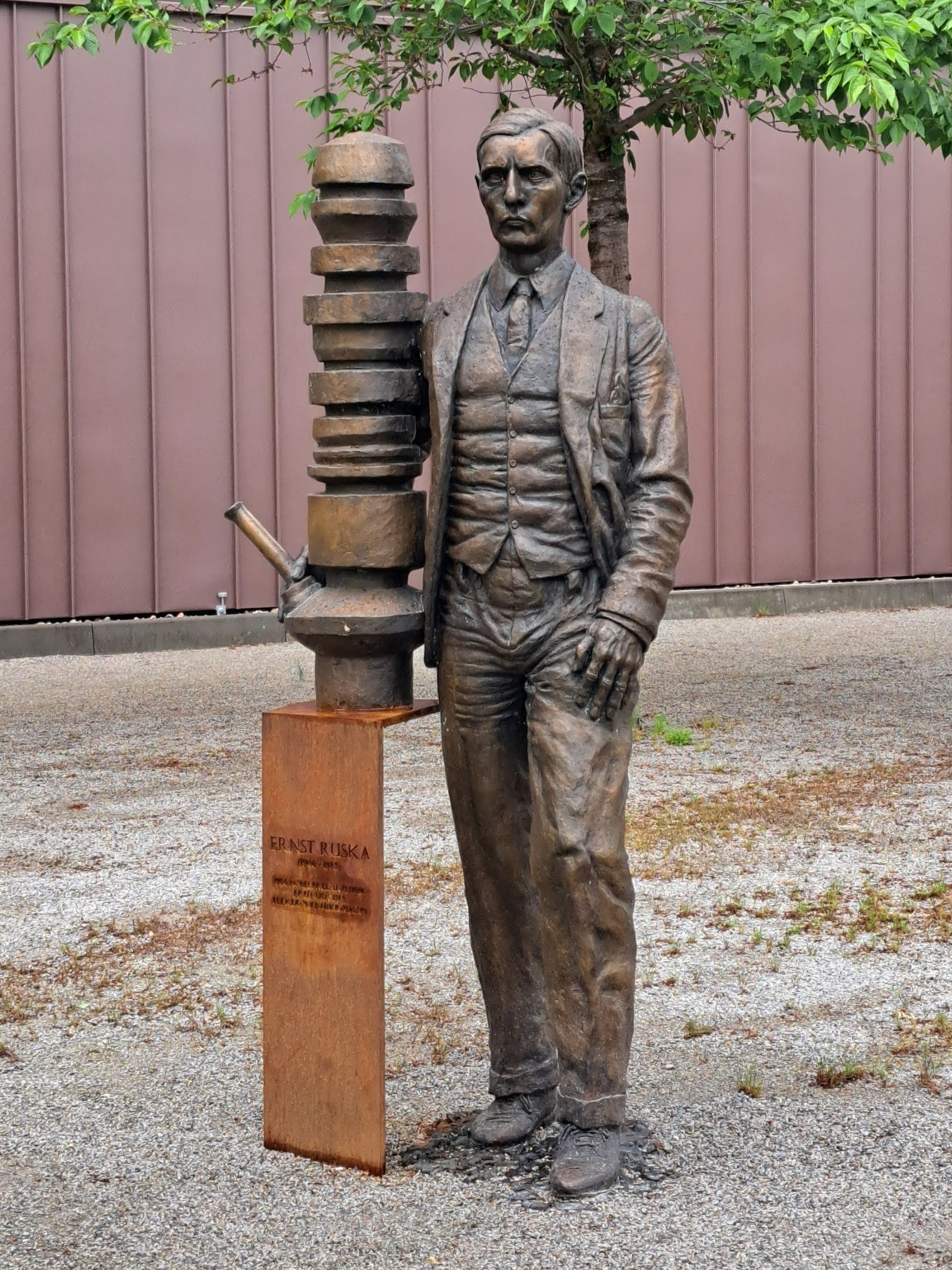
Statue in Jena-Burgau

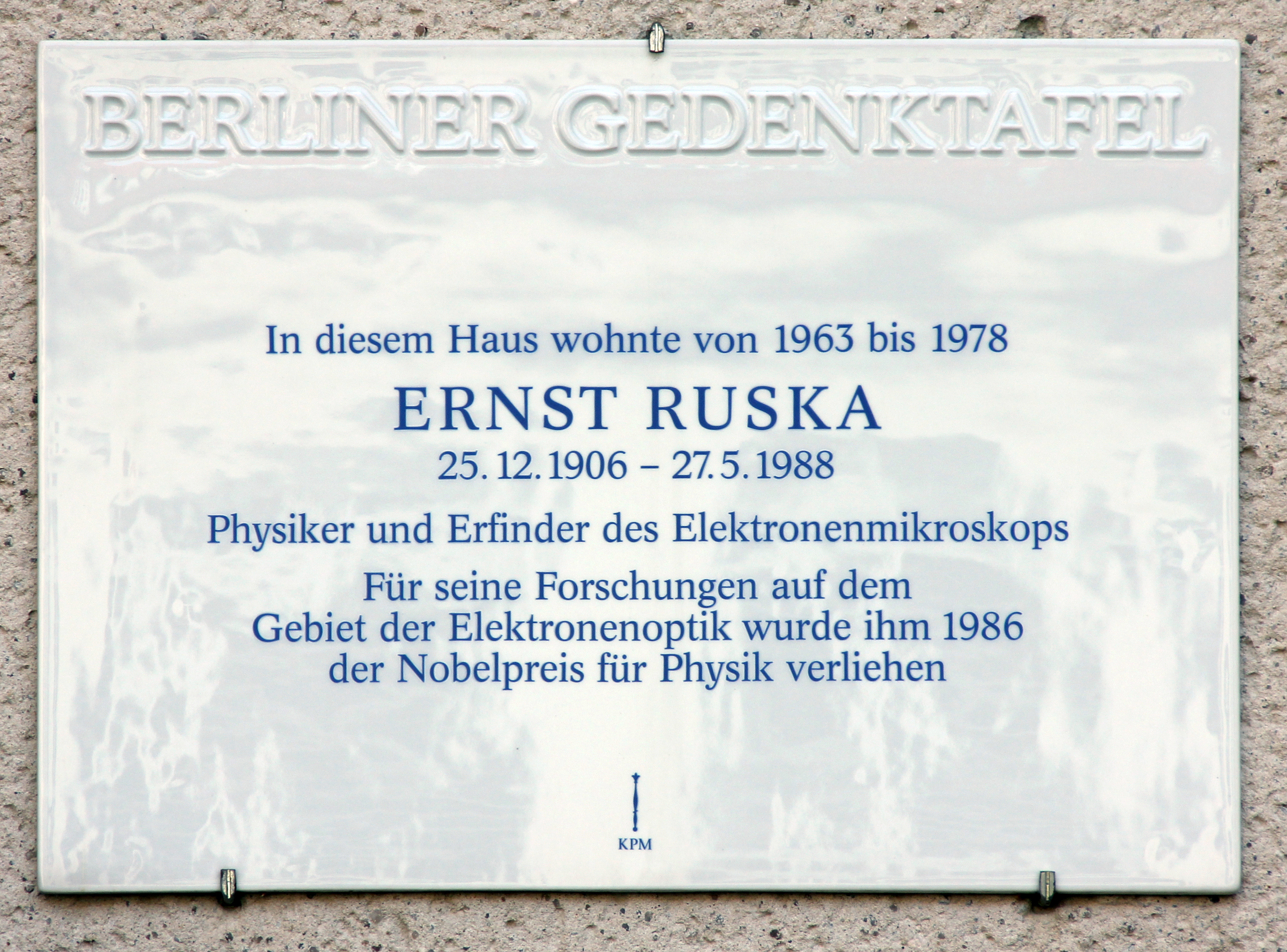
Berliner Gedenktafel am Haus, Falkenried 7, in Berlin-Dahlem

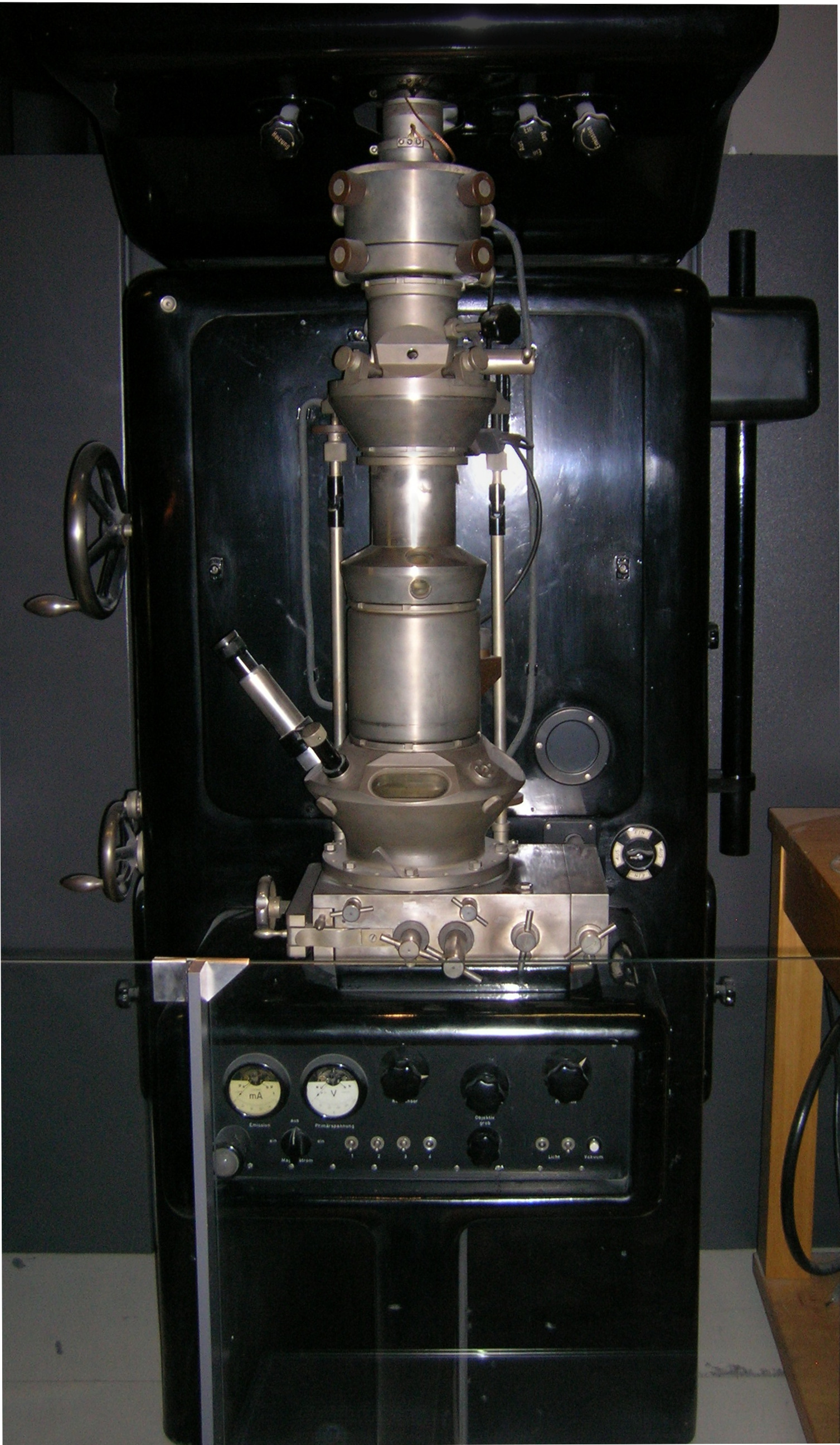
Ernst Ruskas Elektronenmikroskop (Übermikroskop), Erstes kommerzielles Modell, 1939

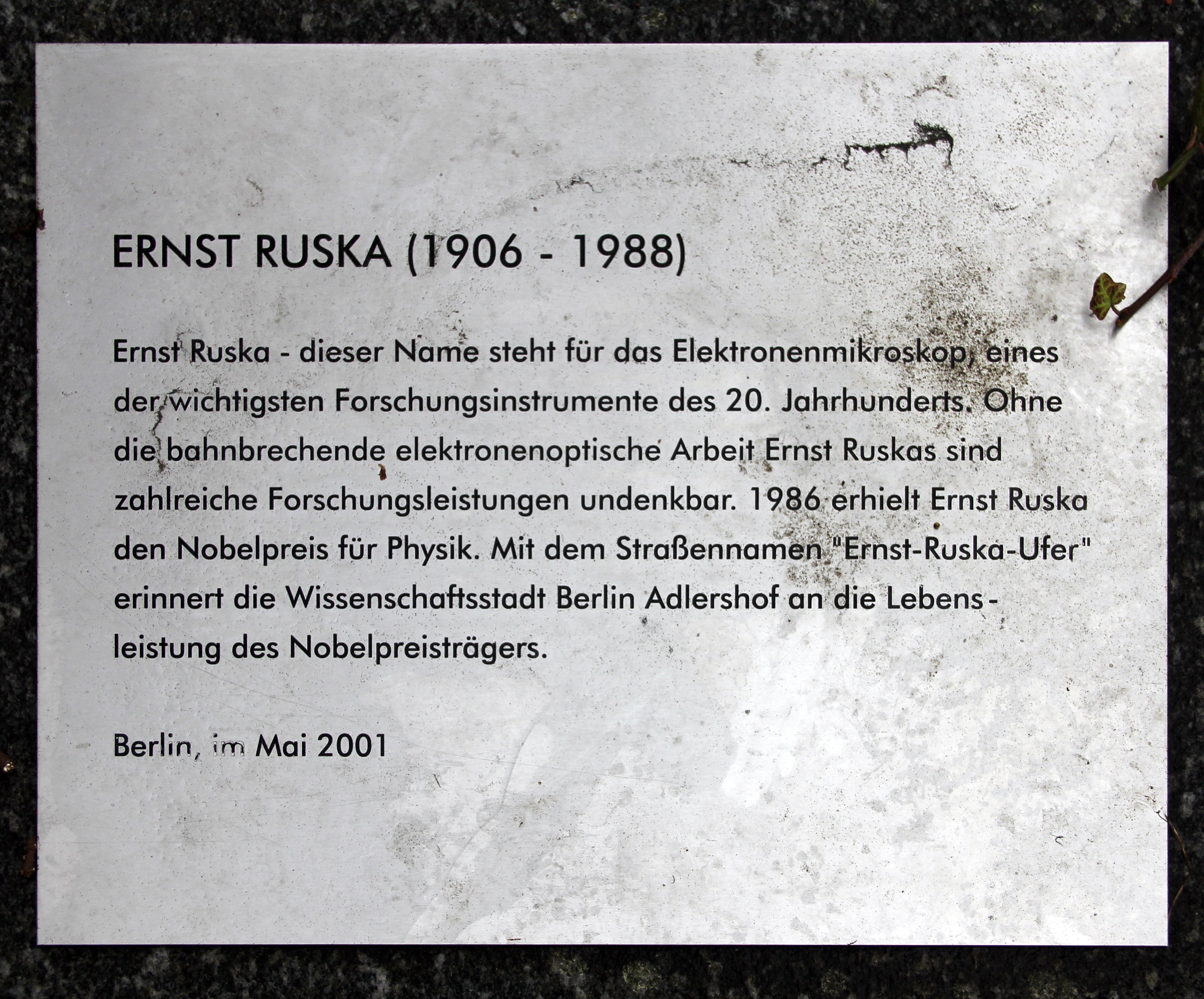
Gedenktafel, Ernst-Ruska-Ufer, in Berlin-Adlershof

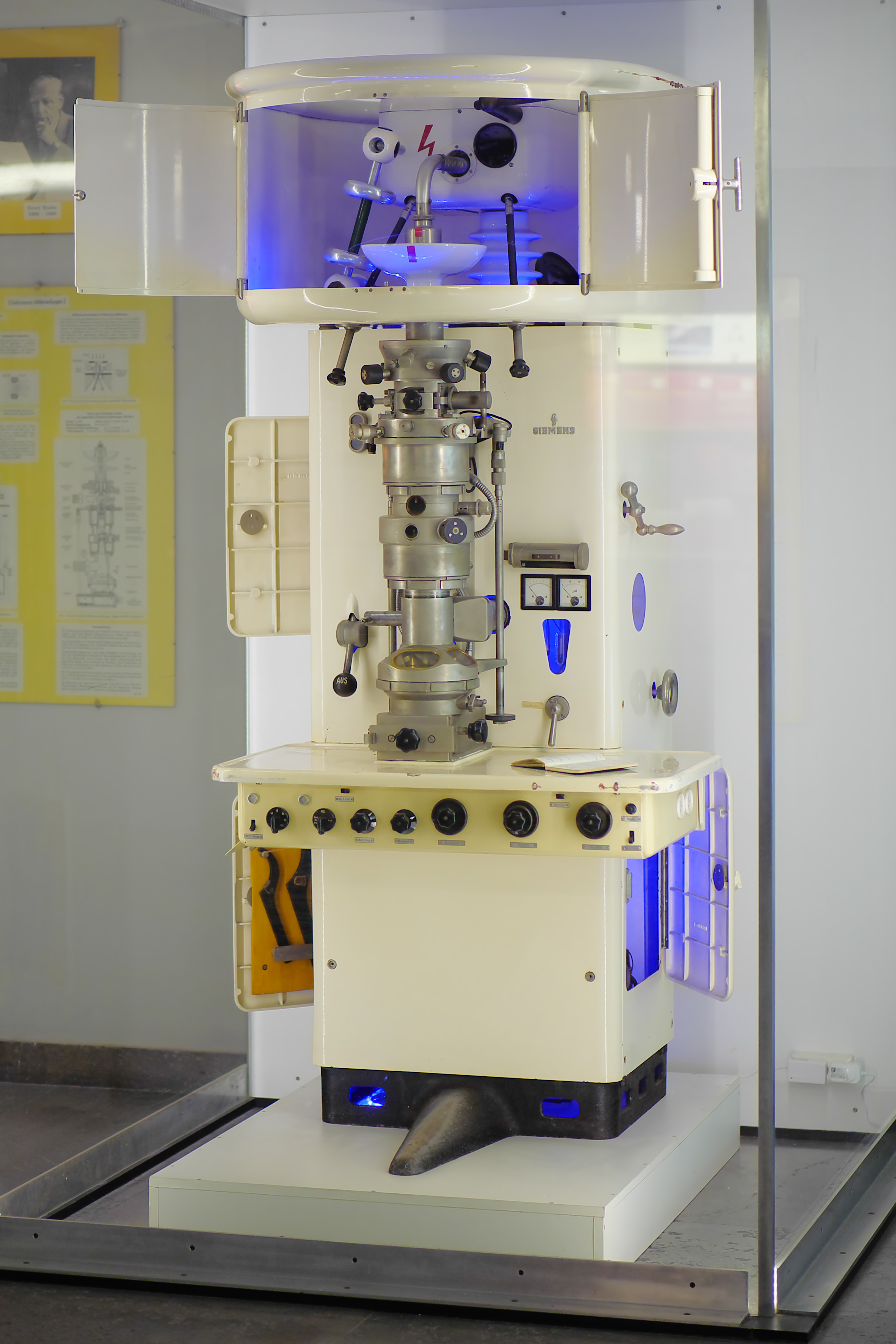
Das 1949 von Ernst Ruska bei Siemens gebaute Übermikroskop ÜM100 im Foyer des Ernst-Ruska-Gebäudes der Technischen Universität Berlin

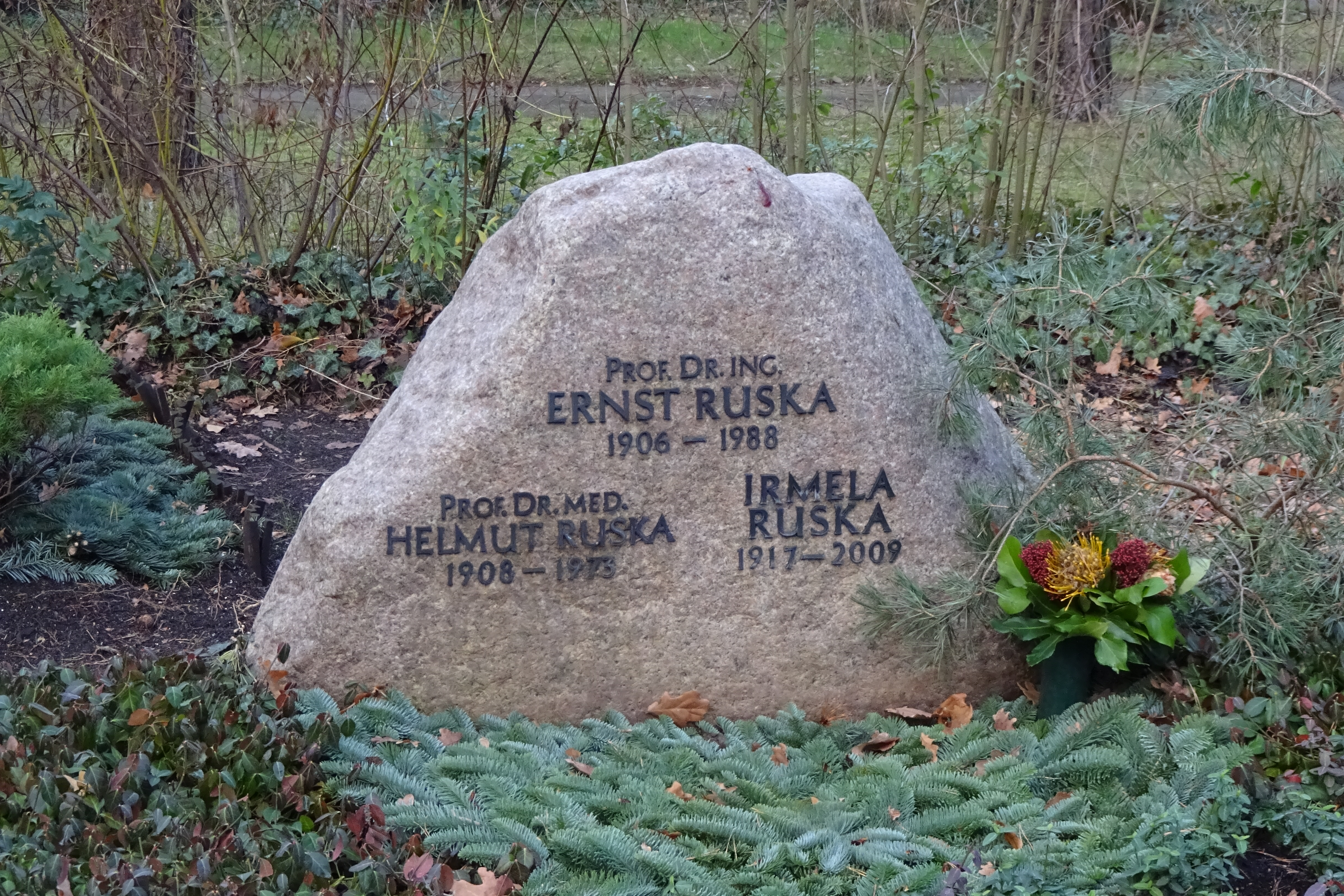
Grabstein für Ernst & Helmut Ruska auf dem Waldfriedhof Zehlendorf

Ernst August Friedrich Ruska (* 25. Dezember 1906 in Heidelberg; † 27. Mai 1988 in Berlin) war ein deutscher Elektroingenieur und zusammen mit Max Knoll Erfinder des Elektronenmikroskops. Er war Professor an der Freien Universität Berlin. Er erhielt 1986 den Nobelpreis für Physik.

## Leben
Ernst Ruska wurde als Sohn von Julius Ruska (1867–1949), Orientalist, und Elisabeth Ruska, geb. Merx, (1874–1945) geboren. Sein Bruder war der Arzt Helmut Ruska (1908–1973).
Ruska besuchte das Kurfürst-Friedrich-Gymnasium in Heidelberg, studierte ab 1925 Elektrotechnik an  der TU München, ab 1927 an der TH Berlin und promovierte im August 1933 Über ein magnetisches Objektiv für das Elektronenmikroskop. Danach war er in der Entwicklungsabteilung der Berliner Fernseh AG tätig. Ab Februar 1937 leitete er mit Bodo von Borries die industrielle Entwicklung der Elektronenmikroskopie bei der Siemens & Halske AG in Berlin. 1944 habilitierte er sich an der TH Berlin. Nach dem Krieg baute er das Laboratorium für Elektronenoptik bei Siemens wieder auf und übernahm 1949 die Abteilung für Elektronenmikroskopie beim Fritz-Haber-Institut der Max-Planck-Gesellschaft in Berlin-Dahlem, die 1955 zu einem eigenen Institut (Institut für Elektronenmikroskopie am Fritz-Haber-Institut) ausgebaut wurde, zugleich wurde er Wissenschaftliches Mitglied der Max-Planck-Gesellschaft. 1949 wurde er außerdem zum Professor an der Freien Universität Berlin ernannt, ab 1959 lehrte er auch an der TU Berlin. Der Altbau der physikalischen Fakultät der TU Berlin ist nach Ernst Ruska benannt: Ernst-Ruska-Gebäude (ER).
Ernst Ruska wurde neben seinem Bruder Helmut Ruska auf dem Waldfriedhof (Grabstätte Abt. XX-AW 51) in Berlin-Zehlendorf beerdigt. Sein Grab ist seit 2018 als Ehrengrab der Stadt Berlin gewidmet.

## Werk
Ruska gilt als einer der Wegbereiter der Elektronenmikroskopie. Am 9. März 1931 gelang es ihm und Max Knoll, mit magnetischen Linsen die erste zweistufige elektronenoptische Vergrößerung zu erzielen und damit das technische Grundprinzip des Elektronenmikroskops umzusetzen. Es beruhte auf der Tatsache, dass Magnetfelder Elektronen wegen ihrer Ladung ablenken können und sich Elektronenstrahlen in gleicher Weise bündeln und fokussieren lassen wie Lichtstrahlen durch Linsen und wurde seinerzeit „Übermikroskop“ genannt. Da die Wellenlängen der Elektronen beträchtlich kürzer sind als diejenigen des Lichtes, ist mit Elektronenmikroskopen eine wesentlich bessere Auflösung als mit einem optischen Mikroskop möglich.
Ruska überschritt mit einem weiteren Prototyp im Dezember 1933 bei 12.000facher Vergrößerung die Auflösungsgrenze des Lichts. Zusammen mit seinem Schwager, dem Ingenieur Bodo von Borries, entwickelte er das Gerät weiter, so dass es ab 1938/39 serienmäßig hergestellt werden konnte.

## Auszeichnungen
Ernst Ruska wurde als Mitglied der Deutschen Akademie der Naturforscher Leopoldina – Nationale Akademie der Wissenschaften, erwählt, und ihm wurden zahlreiche Preise und Ehrenmitgliedschaften in wissenschaftlichen Gesellschaften verliehen.
- 1960 erhielt er den Albert Lasker Award for Basic Medical Research.
- 1966 wurde er mit dem Großen Verdienstkreuz der Bundesrepublik Deutschland ausgezeichnet
- 1970 wurde ihm der Paul-Ehrlich-und-Ludwig-Darmstaedter-Preis verliehen.
- 1975 Cothenius-Medaille
- Seit 1980 vergibt die Deutsche Gesellschaft für Elektronenmikroskopie den Ernst-Ruska-Preis für Elektronenmikroskopie.[4]
- 1983 Großes Verdienstkreuz mit Stern der Bundesrepublik Deutschland
- 1983 Albrecht-von-Graefe-Medaille der Berliner Medizinische Gesellschaft
- 1985 bekam er die Ernst-Reuter-Plakette des Landes Berlin.
- 1986 wurde Ernst Ruska die Robert-Koch-Medaille verliehen.
- 1986 erhielt Ernst Ruska für die Erfindung des Elektronenmikroskops den Nobelpreis für Physik; er teilte sich den Preis mit Gerd Binnig und Heinrich Rohrer, die ihn für die Erfindung des Rastertunnelmikroskops erhielten.
- 1987 erhielt er das Große Verdienstkreuz mit Stern und Schulterband der Bundesrepublik Deutschland
- Seit dem 24. November 2005 ist ein Gebäude der Physikalischen Institute an der Technischen Universität Berlin nach Ernst Ruska benannt.
- Am 18. Mai 2006 wurde das Ernst Ruska-Centre in Jülich eingeweiht, ein nationales Nutzerzentrum der ultrahochauflösenden Elektronenmikroskopie.[5]
- Im Berliner Bezirk Treptow-Köpenick wurde 1998 eine neu angelegte Uferstraße am Wissenschafts- und Wirtschaftsstandort Adlershof, sowie 2008 in Jena eine neue Erschließungsstraße für einen Technologie- und Forschungsstandort, der Ernst-Ruska-Ring, nach ihm benannt.[6]

## Veröffentlichungen (Auswahl)
- E. Ruska: Über eine Berechnungsmethode des Kathodenstrahloszillographen auf Grund der experimentell gefundenen Abhängigkeit des Schreibfleckdurchmessers von der Stellung der Konzentrierspule. Studienarbeit Technische Hochschule Berlin, Lehrstuhl für Hochspannungstechnik, eingereicht am 10.5.1929
- E. Ruska: Untersuchung elektrostatischer Sammelvorrichtungen als Ersatz der magnetischen Konzentrierspulen beim Kathodenstrahloszillographen. Diplomarbeit, Technische Hochschule Berlin, Lehrstuhl für Hochspannungstechnik, eingereicht am 23.12.1930
- E. Ruska und M. Knoll: Die magnetische Sammelspule für schnelle Elektronenstrahlen. In: Z. techn. Physik. Band 12, 1931, S. 389–400 und 448. eingegangen am 28.4.1931
- M. Knoll und E. Ruska: Das Elektronenmikroskop. In: Zeitschrift für Physik. Band 78, 1932 S. 318–339 eingegangen am 16.6.1932
- E. Ruska: The Electron Microscope as Ultra-Microscope. In: Research and Progress. Band 1, Januar 1935, S. 18–19
- E. Ruska: Über den Aufbau einer elektronenoptischen Bank für Versuche und Demonstrationen. In: Z. wiss. Mikroskopie. Band 60, 1952, S. 317–328
- E. Ruska: Erinnerungen an die Anfänge der Elektronenmikroskopie. Festschrift Verleihung des Paul-Ehrlich- und Ludwig-Darmstaedter-Preises 1970, Heft 66, S. 19–34. Gustav-Fischer-Verlag, Stuttgart
- E. Ruska: Das Entstehen des Elektronenmikroskops und der Elektronenmikroskopie. Nobel-Vortrag. In: Physikalische Blätter. Band 43, 1987, S. 271–281 bzw. Rev. Mod. Physics. Band 59, 1987, S. 627–638